# Surrey
Surrey er et grevskab i England. Administrationsbyen (county town) er Kingston.
Surrey grænser op til Hampshire, Berkshire, Greater London, Kent, East Sussex og West Sussex.
Kommunalreformen i 1974 var skyld i, at Gatwick lufthavn og dele af det omkringliggende landområde overgik til West Sussex. I 1972 blev også Horley og Charlwood overført, men efter voldsomme lokale protester[kilde mangler], ændredes beslutningen.

## Byer og stednavne
- Abinger Common, Abinger Hammer, Addlestone, Albury, Alfold, Ash, Ashford, Ashtead
- Bagshot, Banstead, Betchworth, Bisley, Bletchingley, Blindley Heath, Bramley, Brockham, Buckland, Burgh Heath, Byfleet
- Camberley, Capel, Caterham, Chaldon, Charlwood, Chertsey, Chiddingfold, Chipstead, Chobham, Christmaspie, Churt, Claygate, Cobham, Cranleigh
- Dorking, Dormans Land, Dunsfold
- Earlswood, East Clandon, East Horsley, East Molesey, Effingham, Egham, Elstead, Englefield Green, Epsom, Esher, Ewell, Ewhurst
- Farncombe, Farnham, Fetcham, Forest Green, Frensham, Frimley
- Godalming, Godstone Green, Gomshall, Great Bookham, Guildford
- Hambledon, Hascombe, Haslemere, Headley, Hersham, Hindhead, Holmbury St Mary, Holmwood, Hooley, Horley, Horsell, Hurst Green
- Kingswood
- Laleham, Leatherhead, Limpsfield, Lingfield, Little Bookham
- Merrow, Merstham, Mickleham, Milford
- Normandy, Nutfield
- Ockham, Ockley, Onslow Village, Ottershaw, Outwood, Oxshott, Oxted
- Peaslake, Pirbright, Pyrford, Puttenham
- Redhill, Reigate, Ripley, Rowley,
- Salfords, Send, Shackleford, Shalford, Shepperton, Shere, Shottermill, South Godstone, Staines, Stoke D'Abernon, Sunbury-on-Thames
- Tadworth, Tandridge, Thames Ditton, Thorpe, Thursley, Tilford, Tongham
- Virginia Water
- Walton-on-Thames, Walton-on-the-Hill, Wanborough, Warlingham, West Clandon, West Horsley, West Molesey, Westcott, Weybridge, Whyteleafe, Windlesham, Wisley, Witley, Woking, Woldingham, Wonersh, Wormley, Worplesdon, Wotton

51°15′N 0°27′V / 51.25°N 0.45°V
|  | Infoboks uden skabelon Denne artikel har en infoboks dannet af en tabel eller tilsvarende. |